# یواس‌اس وردن (دی‌دی-۳۵۲)
یواس‌اس وردن (دی‌دی-۳۵۲) (به انگلیسی: USS Worden (DD-352)) یک کشتی بود که طول آن ۳۴۱ فوت ۳ اینچ (۱۰۴٫۰۱ متر) بود. این کشتی در سال ۱۹۳۴ ساخته شد.